# Вербовець (Косівський район)
Вербове́ць — село Косівського району Івано-Франківської області. Входить до складу Косівської міської громади. 

## Географічні дані
Територія села — горбиста височина з найвищими точками Мавково (400 м) та Кичера (500 м). 

## Історія
Відоме з 1648 р., має присілки і кутки Гордаків, Конево, Свиридівка, Кичера, Царина, Мавково, Скуртово, Вишник, Осік та ін.  
Поблизу кар’єру на території села в 1993 році відкрито рештки поселення культури карпатських курганів (III—IV ст.) і бронзоливарний цех. 
Розпорядженням Ради Міністрів 19 березня 1928 р. місто Косів було значно розширене за рахунок приєднання частин сіл Старий Косів і Вербовець.

## Населення

### Мова
Розподіл населення за рідною мовою за даними перепису 2001 року:
| Мова            | Кількість | Відсоток |
| --------------- | --------- | -------- |
| українська      | 3375      | 99.41%   |
| російська       | 16        | 0.47%    |
| болгарська      | 1         | 0.03%    |
| німецька        | 1         | 0.03%    |
| інші/не вказали | 2         | 0.06%    |
| Усього          | 625       | 100%     |

## Церква Благовіщення Пресвятої Богородиці
Церква Благовіщення Пресвятої Богородиці датована 1850 роком, освячена 1853 року. Належить до  Коломийської єпархії Православної церкви України. Настоятель митр. прот. Степан Губернат. У радянський період церква  охоронялась як пам'ятка архітектури Української РСР (№ 1162). Церква дерев'яна, хрестоподібна в плані, складається з п'яти квадратних зрубів. Храм має п'ять бань, її оточує опасання, розташоване на випусках вінців зрубів. Зруби мають одну висоту, завершені восьмигранними основами над якими встановлені шатрові бані. До вівтаря прибудовані дві ризниці. Церква має два ганки. Церква розташована на кладовищі на межі Вербовця і Старого Косова поруч з дорогою.
Докладніше: Церква Благовіщення Пресвятої Богородиці (Вербовець)

## Відомі люди
Тут народилися:
- Абашин Василь Олександрович, гончар, художник-кераміст;
- Андрусяк Іван Михайлович, поет, прозаїк, дитячий письменник, літературний критик, перекладач;
- Бойчук Іван Іванович, поет;
- Девдюк Тарас Григорович, поет;
- Карп'юк Ілля Петрович (1998—2022) — солдат Збройних сил України, учасник російсько-української війни.
- Корпанюк Микола Павлович, літературознавець, доктор філологічних наук, професор.
- Сусак-Арехта Андріана Іванівна, військовослужбовиця Збройних сил України, учасниця російсько української війни, голова Жіночого ветеранського руху.